# Neubuz
Neubuz (en allemand : Neobus) est une commune du district et de la région de Zlín, en Tchéquie. Sa population s'élevait à 463 habitants en 2020.

## Géographie
Neubuz se trouve à 3 km au nord-est de Slušovice, à 13 km au nord-est de Zlín, à 89 km à l'est-nord-est de Brno et à 261 km au sud-est de Prague.
La commune est limitée par Trnava au nord, par Dešná et Vizovice à l'est et par Slušovice au sud et à l'ouest.

## Histoire
La première mention écrite du village date de 1373.

## Transports
Par la route, Neubuz se trouve à 13 km de Fryšták, à 16 km de Zlín, à 105 km de Brno et à 311 km de Prague.